# Crataegus annosa
Crataegus annosa — вид квіткових рослин із родини трояндових (Rosaceae).

## Біоморфологічна характеристика
Це дерево ≈ 8 метрів заввишки. Кора стовбура темна. Колючки на гілочках ± прямі, 1-річні каштаново коричневі або сірі, тонкі, 2–3 см. Листки: ніжки листків тонкі, завдовжки 25–50% пластини, запушені (принаймні молоді), сидяче-залозисті; листові пластини від ромбо-еліптичної до зворотно-яйцеподібної або сплюснутої форми, 2–4 см, поверхні рідко запушені. Суцвіття 3–5-квіткові. Квітки діаметром 15–20 мм. Яблука від червонувато-помаранчевого до жовтого з домішкою червоного забарвлення, від субкулястої до широкоеліпсоїдної форми, 10–12 мм у діаметрі. Період цвітіння: квітень; період плодоношення: вересень.

## Середовище проживання
Зростає на південному сході США — Алабама.
Населяє хмизняки; на висотах ≈ 50 метрів.